# Аск (река)
Аск (англ. Usk, валл. Afon Wysg) — река в Уэльсе на юго-западе Великобритании. Впадает в Бристольский залив.
Истоки реки Аск находятся в Среднем Уэльсе, на границе округов Кармертеншир и Поуис, где в неё впадает также река Хонди. Затем она протекает в направлении на юго-восток, по территории графства Монмутшир и в Южном Уэльсе, в 6 километрах южнее Ньюпорта, у Аскмута впадает в Бристольский залив. Длина реки Аск составляет 112 километров.
В те времена, когда Британия входила в состав Римской империи, в I—III веках н. э., близ устья Аска находился римский военный лагерь Иска Силуров (Isca Silurum), место дислокации II легиона Августа (Legio II Augusta). Сама эта река также неоднократно упоминается в легендах и сказаниях из цикла о короле Артуре. По её имени назван городок Аск близ Ньюпорта.